# James Munro (Robbenfänger)

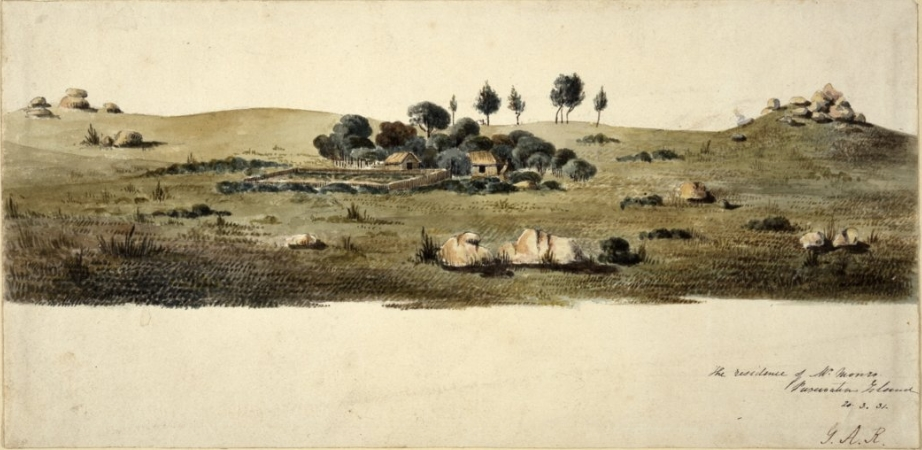
Henry Laing: James Munros Anwesen auf Preservation Island (1831)

James Munro (* ca. 1779 in England; † im Dezember 1844 oder im Januar 1845 auf Preservation Island, Tasmanien) war ein englischer Sträfling, Robbenfänger und Strandläufer. Zuletzt galt er als „King of the Straitsmen“.

## Leben
Im Januar 1799 wegen Diebstahls verurteilt, gelangte Munro als Gefangener auf dem Schiff „Royal Admiral“ am 22. November 1800 über den Hafen Port Jackson nach Sydney. Nach Verbüßung seiner siebenjährigen Strafe kam er 1806 frei und arbeitete bis 1819 als Seemann und Robbenfänger. Anschließend ließ er sich auf der tasmanischen Insel Preservation Island (Furneaux-Gruppe, östliche Bass Strait, südwestlich von Cape Barren Island) nieder. Dort lebte er die nächsten zwei Jahrzehnte mit zeitweise bis zu vier Aborigines-Ehefrauen und den Kindern bis zu seinem Tod.
Bereits 1824, als John Boultbee mit ihm zusammentraf, war er Herr über etliche Hütten, einige Weizen-, Gerste- und Kartoffelfelder und einen Gemüsegarten. Er hielt Schweine, Ziegen, Schafe und Hühner, züchtete Kaninchen und beschäftigte 14 Aborigines-Frauen und 13 europäische Männer mit dem „mutton-birding“ genannten Fang von bereits befiederten Sturmtaucher-Nestlingen, einer traditionellen Lieblingsspeise der Einheimischen. Die Daunen dieser Vögel verkaufte er nach Launceston (Tasmanien), ihr Fleisch bewahrte er teilweise als eingesalzenen Vorrat für den Winter auf. Seine Produkte, darunter auch Gemüse, verkaufte er zudem an vorbeikommende Schiffe und trieb Tauschhandel mit Robbenfängern, deren erbeutete Felle er weiter vertrieb. 1825 wurde er vom Gouverneur in Tasmanien offiziell als Polizist eingesetzt und als Sprecher der dortigen Bevölkerung, der „Straitspeople“, anerkannt.
Auf Preservation Island suchte Munro nach „Frieden mit seinem Schöpfer“, beschäftigte sich mit religiösen Abhandlungen, las Kindern aus der Bibel vor und lehrte eine Aborigines-Frau zu beten.
Für die kolonialen Segelschiffkapitäne war Munro einfach der „König der Robbenfänger“ („King of the Sealers“), für die Tasmanier der „King of the Straitsmen“ oder „King of the Eastern Straits“.
1830 wurde Munros beschauliches Leben empfindlich gestört. Alle seine Aborigines-Frauen und auch die der anderen Robbenfänger auf den Inseln entlang der Bass Strait sollten im Auftrag der Kolonial-Verwaltung zu ihrem Schutz in Aborigines-Reservate verbracht werden. Doch James Munro erreichte wenig später, dass jeder Robbenfänger eine Aborigines-Frau behalten konnte. Nach einigen Wirren konnte die Aborigines-Frau Drommernerloomer, genannt „Jumbo“, bei Munro bleiben. Dieser hatte sie bereits vor 1830 als Kind geraubt und mit ihr zusammengelebt. 1830 war sie Munro weggenommen worden, hatte einige Zeit im Gefängnis von Launceston verbringen müssen und hatte den Behörden von den bei Robbenfängern üblichen Überfällen auf Aborigines-Niederlassungen und den grausamen und brutalen Vergewaltigungen berichtet. Doch sie gelangte schließlich wieder zurück zu Munro auf Preservation Island. Ihr weiterer Lebensweg ist unbekannt.
Die Zeitung The Examiner in Launceston meldete am 29. Januar 1845 James Munros Tod, der im Dezember 1844 oder Januar 1845 eingetreten war. Munro wurde nahe seiner Niederlassung beerdigt. Seine Witwe Margery, eine australische Aborigines-Frau, und zwei ihrer Kinder verblieben auf Preservation Island. In einem Nachruf des Hobart Town Courier wurde unter anderem seine Gastfreundschaft gerühmt.
Mount Munro und Munro Bay auf Cape Barren Island sind nach James Munro benannt worden.